# Dvorec Dvorice
Dvorec Dvorice (nemško Dvorizhoff) je bil dvorec, ki je stal v vasi Dvorce v občini Brežice.

## Zgodovina
Dvorec je omenjen leta 1601 kot »zu Duorzi vnder Tschättesch«. Danes so edini vidni ostanki kamni, vgrajeni v Hotelu Čateški dvorec.

## Galerija
- Dvorice na franciscejskem katastru za Kranjsko, 1823–1869
- Ostanki dvorca v novodobnem objektu Hotel Čateški dvorec
- Ostanki dvorca